# Dos monjes
Dos monjes es una película mexicana de drama fantástico estrenada en 1934, dirigida por Juan Bustillo Oro y protagonizada por Víctor Urruchúa y Carlos Villatoro.

## Sinopsis
En un monasterio del siglo diecinueve, dos monjes se enfrascan en una pelea. Al ser llamados a confesión, cada uno relata una versión diferente de la misma historia, en la que el único elemento común es la mujer de la que ambos estuvieron enamorados.

## Reparto
- Víctor Urruchúa como Juan
- Carlos Villatoro como Javier
- Magda Haller como Ana
- Emma Roldán como Gertrudis
- Beltrán de Heredia como Prior
- Alberto Miquel
- Manuel Noriega
- Manuel Bernaldez
- José Cortés
- Conchita Gentil Arcos
- Hugo Taboada
- Sofía Haller

## Comentarios
Para la historia del cine mexicano, los años en que surgió el cine sonoro representan una etapa abundante en ejemplos de experimentación formal y temática. Con una libertad casi total, los pioneros del cine sonoro mexicano exploraron las posibilidades expresivas del medio cinematográfico y realizaron varias de las obras más audaces e inquietantes de nuestra cinematografía.
La formación técnica adquirida por algunos mexicanos en Hollywood, la llegada a México de extranjeros con experiencia cinematográfica, más la influencia estética del cine de Sergei M. Eisenstein y los directores del expresionismo alemán, contribuyeron a la creación de un ambiente propicio para el desarrollo de un cine mexicano expresivo y audaz. Atrás quedaron los tropiezos de la época silente, en la que nunca se logró marcar una diferencia a favor del cine nacional.
De aquellos años datan varias de las mejores películas mexicanas. Algunas, como la trilogía de Fernando de Fuentes integrada por El compadre Mendoza (1933), El prisionero trece (1933) y Vámonos con Pancho Villa (1935), destacan por su aguda visión crítica del movimiento revolucionario. Otras, como La mujer del puerto (1933) del ruso Arcady Boytler, o Dos monjes, son célebres por su narrativa poco convencional y por su planteamiento estético de franco estilo expresionista.
Dos monjes fue, desde su concepción, un experimento visual. En palabras de su director: 

"Quise darle a la película un clima irreal, haciéndola entrar en un ambiente expresionista. De ese modo sentía que podía ampliar el asunto, lograr efectos cinematográficos no comunes y ceder a la profunda influencia que los maestros alemanes sellaron en mi imaginación."

La película fue recibida con críticas divididas, que lo mismo alababan su atmósfera obsesiva como señalaban el acartonamiento de sus actuaciones y el anacronismo de su musicalización. A su paso por México, el famoso surrealista André Breton elogió el filme de Bustillo Oro calificándolo como "un experimento audaz e insólito."
Filme de impresionantes texturas y claroscuros, fotografiado magistralmente por Agustín Jiménez, Dos monjes es una de las cintas excepcionales del cine mexicano de todos los tiempos.